# 名護町

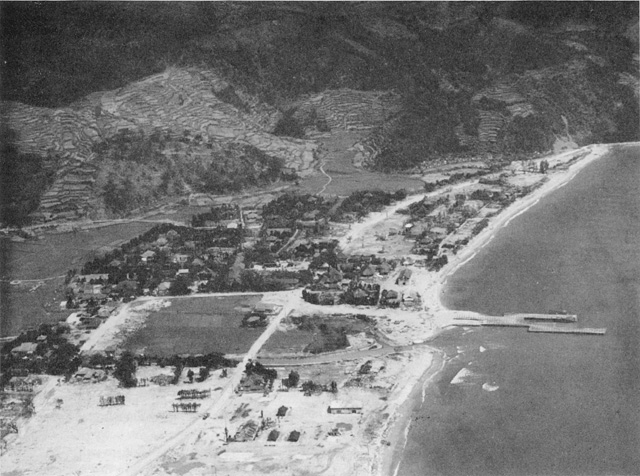
1945年4月の名護市街

名護町（なごちょう）は、かつて沖縄県（復帰前は琉球政府）国頭郡にあった町で、現在の名護市中心部及び南西部にあたる。
1908年の島嶼町村制で名護村となった後、1924年に町に昇格。1946年に町北西部を屋部村として分離。1970年に屋部村・羽地村・久志村・屋我地村と合併、名護市となり消滅。町役所は東江に置かれた。

## 沿革
もともとは名護間切で、1673年に太平洋側の東海岸を久志間切（のちの久志村、現在の名護市と東村）として分離。1896年の郡区制で国頭郡に編入、1908年4月1日の島嶼町村制施行で名護村となった後、1924年2月1日に町に昇格し名護町となる。
明治以降は沖縄本島北部、いわゆる山原（やんばる）地域の政治・経済の中心地として発展し、県都である那覇市と名護港との間に海上交通が結ばれていたことで山原各地との移動の中継地ともなった。20世紀には那覇との間に県道（現在の国道58号）が開通し、陸上交通の拠点にもなった。主な産業は農業や林業だが、山原の中核であったことから商業や運輸業も盛んだった。また日本本土や海外への出稼ぎや移住も多かったという。
沖縄戦では中南部ほど大きな被害を受けなかったものの、住民は山奥での避難を余儀なくされた。戦後は復興を早く進めるため、町北西部の屋部・宇茂佐・山入端・安和・旭川・中山・勝山の集落を屋部村として分離した。
戦後は山原の中心地としてさらに発展し、琉球政府の出先機関が町内に置かれたほか市街地を中心に住宅や商店が建ち並ぶようになった。また1957年には沖縄のビール会社であるオリオンビールの工場も東江に置かれた。道路網は那覇市とを結ぶ1号線を中心に整備された。
1960年代から北部（山原）の中核としての機能をさらに強化するため、周辺の村との合併が本格化。そして1970年8月1日、戦後一時は分離した屋部村、久志村、羽地村、屋我地村の4村と合併、名護市が発足し、50年近く続いた名護町が消滅した。町役所は合併後、名護市役所として利用され、1981年に現在の港1丁目に移転後建物は名護博物館となり現在も利用されている。

## 地域

### 合併まで名護町だった地域
- 大兼久（おおがにく）→名護（なご）　大半の地域が1989年 - 2000年に住居表示実施で以下の区名がそのまま町名となった。
  - 東江（あがりえ）　1989年に住居表示実施、1 - 5丁目となる（ただし5丁目は合併後に埋立て）
  - 大北（おおきた）　2000年に住居表示実施、1 - 5丁目となる
  - 大中（おおなか）　1999年に住居表示実施、1 - 5丁目となる
  - 大西（おおにし）　1998年に住居表示実施、1 - 5丁目となる
  - 大東（おおひがし）　1996年に住居表示実施、1 - 4丁目となる
  - 大南（おおみなみ）　1996年に住居表示実施、1 - 4丁目となる
  - 城（ぐすく）　1991年に住居表示実施、1 － 3丁目となる（ただし3丁目は合併後に埋立て）
  - 港（みなと）　1991年に住居表示実施し、1・2丁目となる（ただし2丁目は合併後に埋立て）
- 宮里（みやざと）　1993年に1 - 6丁目、2000年に7丁目とそれぞれ住居表示実施（ただし2丁目は合併後に埋立て）。未実施地域もある。
- 喜瀬（きせ）
- 許田（きょだ）
- 幸喜（こうき）
- 数久田（すくた）
- 為又（びいまた）
- 世富慶（よふけ）

### 戦後、屋部村として分離した地域
- 旭川（あさひかわ）
- 安和（あわ）
- 宇茂佐（うむさ） 2011年に区画整理で一部が宇茂佐の森として分離（1-5丁目まであるが住居表示は行われていない）
- 勝山（かつやま）
- 中山（なかやま）
- 屋部（やぶ）
- 山入端（やまのは）

## 隣接していた自治体

### 戦前（1924 - 1946）
- 久志村
- 羽地村
- 本部町（1940年の町昇格前は本部村だった）
- 今帰仁村
- 恩納村
- 金武村（現在の金武町・宜野座村）

### 戦後（1946 - 1970）
- 屋部村（現在の名護市）
- 久志村（現在の名護市）
- 羽地村（現在の名護市）
- 恩納村
- 宜野座村

## 自然
- 名護湾
- 名護岳
- 久志岳
- 多野岳

## 現在の名護市の旧町域
合併後はさらに北部の中核都市として機能が高まり、1975年の海洋博覧会を機に道路網の整備が進み、同年5月に沖縄で初めての高速道路（法令上は有料道路扱いで正式に高速道路なったのは那覇まで延長した1987年から）となる沖縄自動車道が許田〜石川間に開通したほか、かつてカーブが多く交通の難所だった名護七曲りのあった国道58号も沖縄自動車道開通と同時に現在の4車線道路に整備され、当時県道だった東江・宮里間はバイパスとして整備された（1987年に国道58号に編入）。
1980年代になると国道58号を中心に整備され、1986年には市街地を避ける名護バイパスが全線開通し、以降名護以北の山原各地へはこの道路を経由するようになった。また市役所、警察署、消防署が国道沿いに移転したほか、新たに市民会館やスポーツ施設が完成した。さらに手付かずだった大北も土地開発され、住宅が建ち始めたほか市内の高校も相次いで移転・開校した。1987年には国体開催を前に沖縄自動車道が那覇まで開通し、これまで2時間半から3時間かかっていた那覇市への所要時間が半分以下の1時間余で行けるようになり、物流輸送の面で大きなプラスとなった。翌年には那覇空港とを結ぶ高速バスの運行も開始した。
1990年代になると看護学校や北部地区では初めての大学となる名桜大学が為又（びいまた）に開学、付近には学生向けのアパートも建ち始めたほか、宮里・大北・為又の国道58号沿いには大型スーパーや商業施設が相次いで進出し、中南部の都市と変わらない街へと大きく変貌した。また恩納村に近い部瀬名地区にはリゾートホテルが建ち並び始めたほか、最近では名護市街地にも都市型ビジネスホテルが建つようになった。旧名護町域の主な産業は次第に商業・観光業の第3次産業へと移った。しかしかつての市街地では空洞化も出始め、空き店舗も出てきた。
2000年には主要国首脳会議（サミット）の首脳級会議が部瀬名岬の万国津梁館で開催され、国内外で注目を浴びた。また報道の拠点となるプレスセンターは名護市民会館周辺に仮設の建物が建設されたほか、向かいの21世紀の森体育館や屋内運動場も使用された。カフェテリアに使用された建材は2001年に市内東海岸の旧久志村の豊原に設置された国際海洋環境情報センター（独立行政法人海洋研究開発機構の外部機関）に再利用された。
現在の名護市の総人口の過半数、沖縄本島北部12市町村（伊江村・伊是名村・伊平屋村も含む）の総人口の約1/4が旧町内に集中しており、名護市街地と他の山原地域の格差が大きくなるのが懸念される。

### 交通
道路
- 沖縄自動車道
  - 許田インターチェンジ（起点）
- 国道58号
  - 名護バイパス
  - 名護東道路（地域高規格道路）
- 国道329号
  - 名護横断道路
- 国道449号（本部循環線）
  - 国道449号名護バイパス
- 沖縄県道71号名護宜野座線（主要地方道、大北〜城名護漁港前交差点間は本部循環線、城〜許田間は国道58号と重複）
- 沖縄県道84号名護本部線（主要地方道）
- 沖縄県道91号本部循環線（主要地方道）
- 沖縄県道18号線
- 沖縄県道118号線

路線バス
沖縄本島北部各地や那覇・中部各方面の路線バスはすべて宮里の名護バスターミナルを発着、市街地経由で各地へ向かう。那覇・中部方面の一部の路線を除きすべて琉球バス交通・沖縄バスの共同運行となっている（高速バスはさらに那覇バス・東陽バスも加わり4社共同運行となる）。また学校の登下校時に合わせて大北にある高校通りを経由する。
名護バスターミナルはかつて名護十字路（県道71号と84号が交わる交差点）に琉球バス（現・琉球バス交通）と沖縄バスが別々にあったバスセンターを1958年に港1丁目の県道沿いに統合した。その後1970年代後半に港2丁目の国道沿いに移転したあと、1980年代半ばに現在の宮里に移転した。また沖縄自動車道が那覇まで延伸後に開設した高速バスは最初、城の駐車場に発着していたが、のちにバスターミナル発着となった。
- 20番・名護西線（共同運行） 東江 - 国道58号 - 嘉手納 - 那覇
- 22番・名護 - うるま線（沖縄バス）　東江 - 世富慶 - 国道329号 - 石川 - 安慶名 - 県立中部病院
- 65番・本部半島（渡久地廻り）線（共同運行） 宮里→国道449号→海洋博公園前→国道505号→県道71号→伊差川→大北（海洋博公園経由しない便あり）
- 66番・本部半島（今帰仁廻り）線（共同運行） 大北→伊差川→県道71号→国道505号→海洋博公園前→国道449号→宮里（海洋博公園経由しない便あり）
- 67番・辺土名線（共同運行） 大北・伊差川 - 国道58号 - 大宜味 - 国頭村辺土名
- 70番・備瀬線（共同運行） 宮里 - 県道84号 - 本部町渡久地 - 海洋博公園 - 謝花（浦崎で県道114号通った後国道505号で謝花経由で浦崎に戻る）
- 72番・屋我地線（共同運行） 大北・伊差川 - 国道58号 - 真喜屋 - 屋我地島
- 76番・瀬底線（共同運行） 宮里 - 県道84号 - 本部町渡久地 - 本部大橋 - 瀬底島（65番と66番にも瀬底島経由便あり）
- 77番・辺野古経由名護東線（沖縄バス） 東江 - 世富慶 - 国道329号 - コザ - 那覇（コザ - 那覇の区間は平日午前中急行区間あり）
- 78番・名護東部線（共同運行） 東江 - 世富慶 - 二見 - 国道331号 - 有津（かつては東村へも乗り入れたが2018年に廃止、村独自のコミュニティバスを運行）
- 111番・高速バス（4社共同運行） 名護市役所前 - 許田 - 沖縄自動車道 - 那覇市街 - 那覇空港
- 117番・高速バス（美ら海直行）（東陽バスを除く3社共同運行）　那覇空港 - 沖縄自動車道 - 許田 - 名護バスターミナル - 国道449号 - 海洋博公園前
- 120番・名護西空港線（共同運行） 東江 - 国道58号 - 嘉手納 - 那覇空港
- 888番・やんばる急行バス　那覇空港 - 那覇新都心 - 国道330号 - 沖縄自動車道 - 名護市街 - 国道449号 - 海洋博公園前 - 今帰仁

### 学校
- 名桜大学
- 北部地区医師会北部看護学校
- 沖縄県立名護高等学校（旧制中学時代の戦前は沖縄県立第三中学校だった）
- 沖縄県立名護商工高等学校（2007年に以下の2校を統合）
  - 沖縄県立北部工業高等学校（2009年3月まで校名のみ存続）
  - 沖縄県立名護商業高等学校（同上）
- 名護市立名護中学校
- 名護市立東江中学校
- 名護市立大宮中学校
- 名護市立名護小学校
- 名護市立東江小学校
- 名護市立大宮小学校
- 名護市立瀬喜田小学校
- 名護市立大北小学校

学校教育以外の施設
- 沖縄県立農業大学校（農業者研修教育施設） - 名護市として合併後、2024年4月に宜野座村に移転[1]。

### 公共施設
国の機関
- 名護合同庁舎（字宮里）
  - 沖縄気象台名護測候所（2002年より無人化）
  - 第十一管区海上保安本部名護海上保安署
  - 那覇地方法務局名護支局
  - 那覇地方検察庁名護支部
  - 名護区検察庁
- 那覇地方裁判所名護支部（字宮里）
  - 那覇家庭裁判所名護支部
  - 名護簡易裁判所
- 沖縄総合事務局北部国道事務所（大北5丁目）
- 沖縄総合事務局北部ダム事務所（大北3丁目）
  - 北部ダム統合管理事務所
- 沖縄振興開発金融公庫北部支店（宮里1丁目）

沖縄県の機関
- 北部合同庁舎（大南1丁目、1982年まではこの敷地が名護高校だった）
- 沖縄県立北部病院（大中2丁目、1992年に名護病院から改称）
  - 北部福祉保健所（2002年に名護保健所と北部福祉事務所を統合）
- 県農業研究センター名護支所（字名護、2006年に農業試験場名護支場から改称）
- 県立名護中央公園（名護城公園、字名護・大東）
  - 名護青年の家（字名護）

名護市の機関
- 名護市役所（港1丁目、1981年まで東江1丁目の現在の名護博物館だった）
- 名護市民会館（港2丁目）
  - 名護市中央公民館
- 名護市立中央図書館（宮里5丁目、前身は大中にあった町時代からの崎山図書館）
- 名護博物館（東江1丁目、1981年までは名護市役所、かつての町役所だった）
- 21世紀の森公園（港・宮里・大南）　
  - 名護市営球場（宮里2丁目、2020年よりタビックスタジアム名護、北海道日本ハムファイターズ1軍春季キャンプ地）
  - サッカー＆ラグビー場（宮里2丁目）
  - 21世紀の森体育館（大南2丁目）
  - 屋内運動場（大南2丁目）
  - 相撲場（大南2丁目）
  - テニスコート（宮里1丁目）
  - 野外ステージ（宮里2丁目）
- 名護市陸上競技場（大南3丁目）
- 名護市産業支援センター（大中1丁目、かつてはNTT名護営業所だった）
  - 名護市商工会

その他の公共機関
- 北部生涯学習推進センター（為又、名桜大学敷地内）
- 名護警察署（東江5丁目、かつては大東1丁目の県道71号沿いにあった）
- 名護市消防本部（大北3丁目、かつては東江5丁目、さらにその前は大中2丁目の県道71号交差点沿いにあった）
  - 名護市防災研修センター
- 名護公共職業安定所（ハローワーク名護、東江4丁目）
- 名護税務署（東江4丁目）
- 名護年金事務所（東江1丁目、かつての名護社会保険事務所）

### 主要施設
- 名護漁港（城3丁目・港2丁目、かつては那覇とを結ぶ重要な港だったが、現在は漁船のみ）
- 名護バスターミナル（字宮里、1980年代半ばに現在地に移転。高速バスはのちにバスターミナル発着となった）
- 名護郵便局（東江1丁目）
- 沖縄海岸国定公園（沿岸部中心に指定）
  - 沖縄海中公園（喜瀬）
    - ザ・ブセナテラスリゾート
    - 万国津梁館（2000年の九州・沖縄サミット首脳級会議の会場だった）
- 道の駅許田（許田、国道58号沿い）
- 名護自然動植物公園（ネオパーク、字名護）
- オリオンビール名護工場（東江2丁目、業務提携によりアサヒビールの一部商品も沖縄県内向けに製造）
- ヒンプンガジュマル（城2丁目の県道84号路上）